# Royal Navy
La Royal Navy (en français : « Marine royale ») est la composante maritime de l'armée britannique qui forme avec la British Army (Armée de terre) et la Royal Air Force (Armée de l'air) les Forces armées britanniques.
En 2021, la Royal Navy se place au 5e rang mondial des marines militaires par le tonnage des bâtiments de combat, derrière la Marine américaine, la Marine chinoise, la Marine russe, et la Marine japonaise.

## Histoire
La Royal Navy ne devient une flotte de guerre permanente qu’au milieu du XVIIe siècle et se développe à partir de la révolution financière britannique. Elle a connu de nombreux faits d’armes pendant son histoire, tels que sa victoire autoproclamée contre l’Invincible Armada en 1588 et son succès à la bataille de la Hougue en 1692 qui l’opposait à la Marine française. En profitant de la mobilisation financière après la Glorieuse révolution, elle a établi pleinement sa suprématie à partir du XVIIIe siècle, malgré quelques rares défaites, contre l’Espagne à la bataille de Carthagène des Indes en 1741 par exemple, ou contre la France à la bataille de la baie de Chesapeake. Après le début du XIXe siècle et la bataille de Trafalgar, la domination de la marine britannique sur les océans du monde entier ne peut plus être remise en cause par aucune puissance jusqu’à la Première Guerre mondiale.

## Organisation au début duXXIesiècle
L'Amirauté est l'organe politique et administratif gérant la Royal Navy.
Le quartier général de la Royal Navy est situé sur l'île de Whale, au large de Portsmouth.
Le Fleet Air Arm est chargé des aéronefs composant l'aéronautique navale de cette flotte.

### Déploiements
- Fleet Flagship and R2 Carrier : au moins un porte-aéronefs est maintenu à 48 heures de préavis avant appareillage.
- Fleet Ready Escort : un navire (destroyer ou frégate) est maintenu en permanence prêt à l'appareillage.
- Atlantic Patrol Task (North) (patrouille de l'Atlantique nord) : un navire (destroyer ou frégate) est déployé en permanence aux Caraïbes, sa mission principale est la lutte contre le trafic de drogues.
- Atlantic Patrol Task (South) (patrouille de l'Atlantique sud) : un navire (destroyer ou frégate) assisté par un bâtiment de la Royal Fleet Auxiliary, patrouille l'Atlantique sud. De plus le HMS Protector (en) sert comme Ice Patrol Ship (navire de patrouille des glaces) six mois dans l'année autour de l'Antarctique.
- Armilla Patrol (patrouille dans le golfe Persique) : un navire (destroyer ou frégate) y patrouille constamment.
- 1st Patrol Boat Squadron : les patrouilleurs des University Royal Naval Units assurent la présence dans les eaux territoriales.
- Fishery Protection Squadron : des patrouilleurs de la classe River et Hunt assurent la protection et le contrôle des zones de pêche et d'extraction pétrolière en mer du Nord.
- Northern Ireland Squadron : trois dragueurs de mines Hunt modifiés se relaient pour contrer le trafic d'armes sur les côtes irlandaises.
- Falkland Islands Patrol Ship : un navire généralement de la classe Castle est constamment déployé aux îles Malouines.

- Au sein de l'OTAN :
  - Standing NATO Response Force Maritime Group 1 (SNMG1) : connu sous le nom de Standing Naval Force Atlantic (STANAVFORLANT) – force navale permanente de l'OTAN en Atlantique, jusqu'au 1er janvier 2005. Contribution britannique : 1 destroyer.
  - Standing NATO Response Force Maritime Group 2 (SNMG2) : connu sous le nom de NATO Standing Naval Force Mediterranean (STANAVFORMED) – force navale permanente de l'OTAN en Méditerranée, jusqu'au 1er janvier 2005 et avant le 30 avril 1992, comme NATO Naval On-Call Force Mediterranean (NAVOCFORMED).
  - Mine Countermeasures Force (North) : contribution britannique : 1 dragueur de mines.

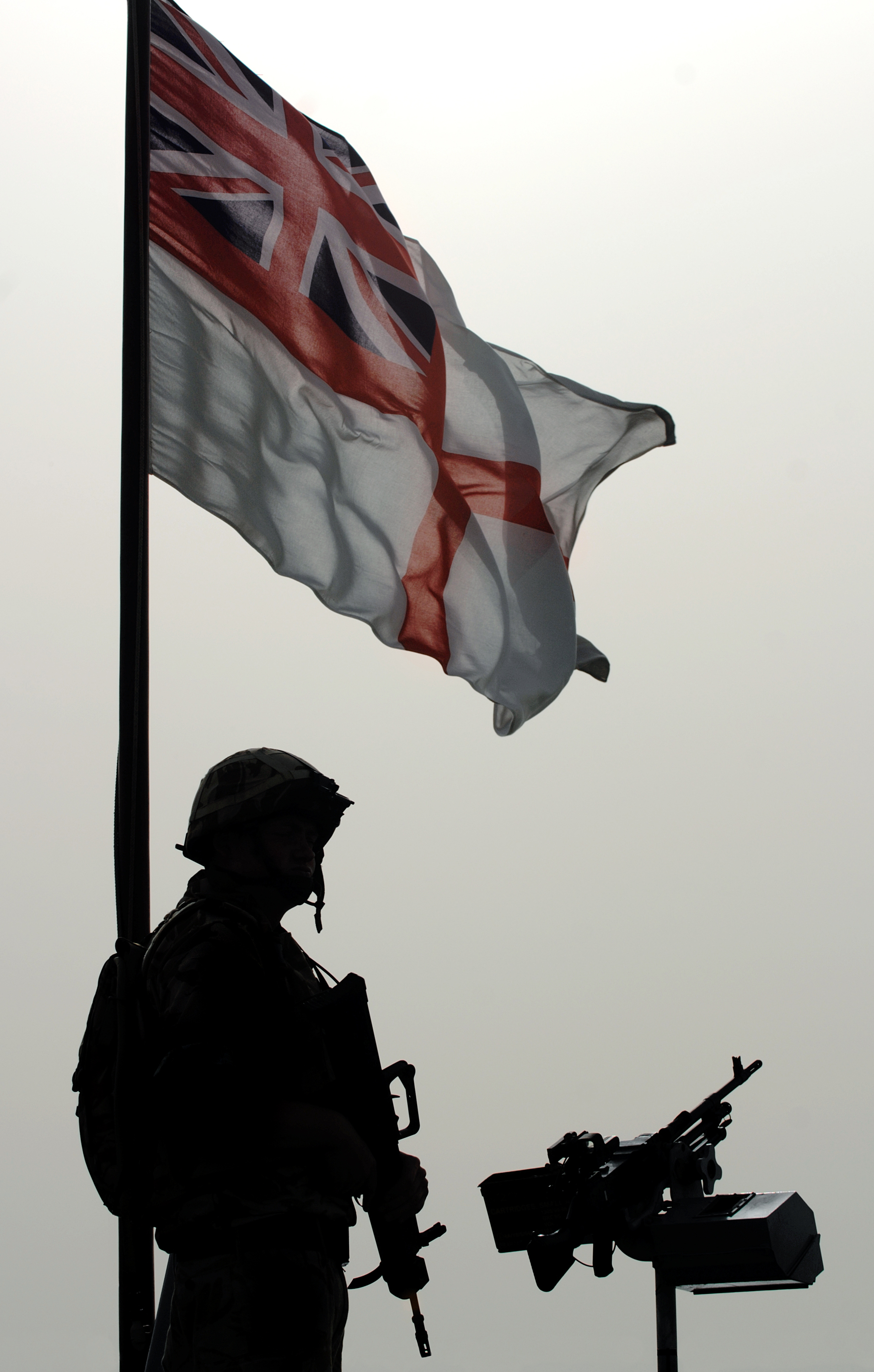
Un du Royal Navy battant de l'arrière du HMS Chiddingfold à 2008, au cours de l'opération Telic en Irak.

  - Mine Countermeasures Force (South) : contribution britannique : 1 dragueur de mines.

### Commandements organiques
En 2002, la Royal Navy a supprimé ses escadres de grosses unités et les a réparties dans des flottilles correspondant à ses trois ports d'attache principaux.
- Portsmouth flotilla, y sont rattachés :
  - 1st Mine Countermeasures Squadron,
  - 2nd Mine Countermeasures Squadron,
  - 1st Patrol Boat Squadron,
  - Fishery Protection Squadron,
  - Falkland Island's Patrol Ship,
  - Antarctic Patrol ;
- Devonport flotilla, y est rattaché :
  - Surveying Squadron ;
- Faslane Flotilla :
  - 3rd Mine Countermeasures Squadron,
  - Northern Ireland Duties ;
- Gibraltar Squadron ;
- Cyprus Squadron ;

- Royal Marines (fusiliers marins/ commandos de marine) :
  - 3 Commando Brigade, Royal Marines,
    - 40 Commando,
    - 42 Commando,
    - 45 Commando,
    - 30 Commando Information Exploitation Group,
    - Commando Logistic Regiment,
    - 539 Assault Squadron,
    - Armoured Support Group,
    - 29 Commando Artillery Regiment, Royal Artillery,
    - 24 Commando Engineer Regiment, Royal Engineers ;

  - Special Boat Service,
  - Fleet Protection Group ;

- Lockheed Martin F-35 Lightning II du Fleet Air Arm (service aéronaval)Fleet Air Arm (aéronavale) :

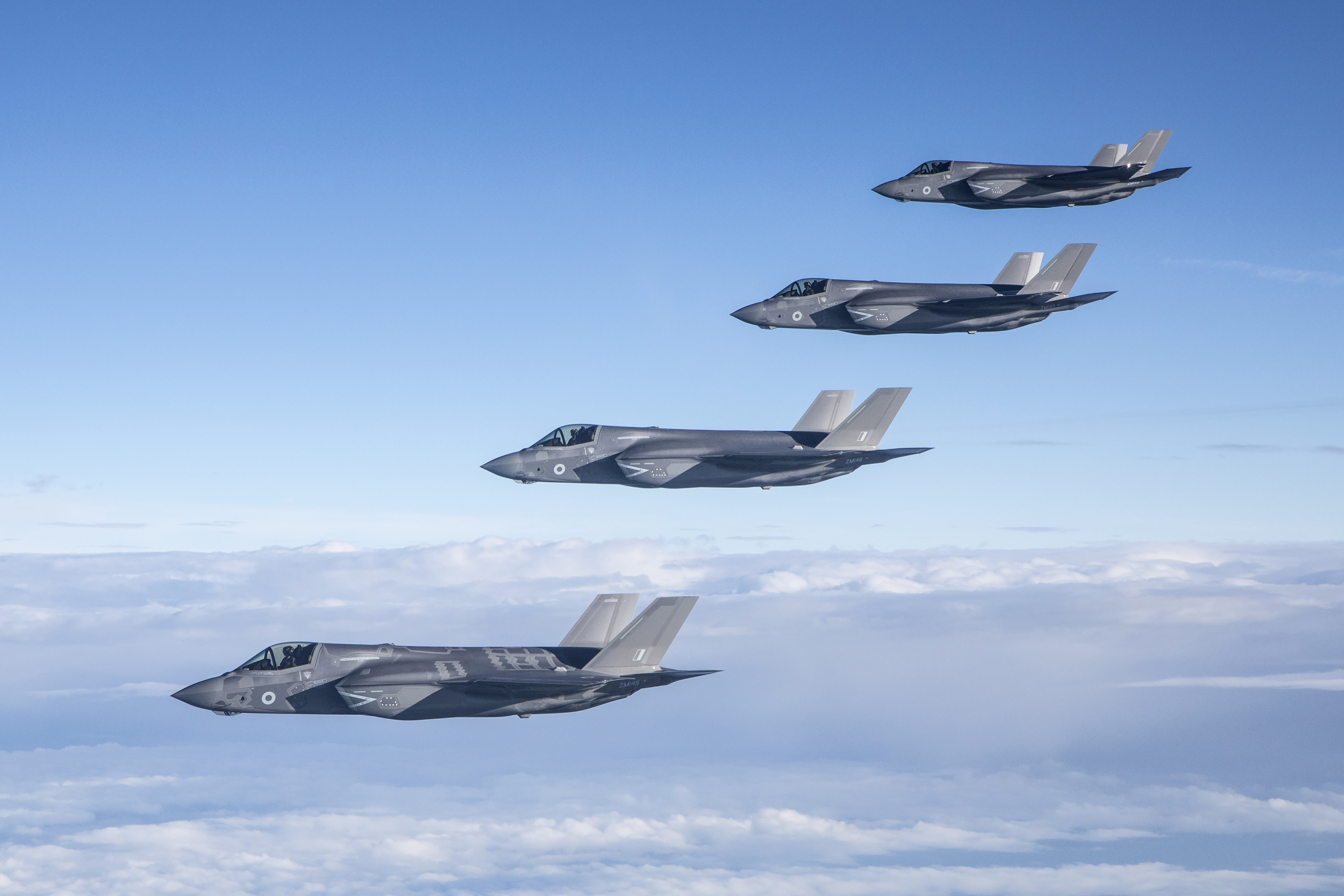
Lockheed Martin F-35 Lightning II du Fleet Air Arm (service aéronaval)

  - Captain HMS Sea Hawk (RNAS Culdrose) : Naval Air Squadrons 814, 820, 824, 829, 849, 700M, 750, 771, 792,
  - Commodore HMS Heron (RNAS Yeovilton) : Naval Air Squadrons 801, 815, 702, 727,
  - CO Commander Helicopter Force (RNAS Yeovilton) : Naval Air Squadrons 845, 846, 847, 848 ;

- Royal Fleet Auxiliary ;
- Royal Naval Reserve ;
- Royal Naval College Britannia ;
- Maritime Warfare School ;
- Centre d'entrainement commando de Lympstone.

## Évolution de la flotte depuis 1960
| Année | Sous-marins | Sous-marins | Sous-marins | Sous-marins | Porte-avions et porte-aéronefs | Porte-avions et porte-aéronefs | Porte-avions et porte-aéronefs | TCD | Bâtiments de combat | Bâtiments de combat | Bâtiments de combat | Bâtiments de combat | Unités de guerre des mines | Patrouill. de haute mer | Total |
| Année | Total       | SNLE        | SNA         | SMD         | Total                          | CV                             | CV(L)                          | TCD | Total               | Croiseurs           | Destr.              | Frégates            | Unités de guerre des mines | Patrouill. de haute mer | Total |
| ----- | ----------- | ----------- | ----------- | ----------- | ------------------------------ | ------------------------------ | ------------------------------ | --- | ------------------- | ------------------- | ------------------- | ------------------- | -------------------------- | ----------------------- | ----- |
| 1960  | 48          | 0           | 0           | 48          | 9                              | 6                              | 3                              | 0   | 145                 | 6                   | 55                  | 84                  |                            |                         | 202   |
| 1965  | 47          | 0           | 1           | 46          | 6                              | 4                              | 2                              | 0   | 117                 | 5                   | 36                  | 76                  |                            |                         | 170   |
| 1970  | 42          | 4           | 3           | 35          | 5                              | 3                              | 2                              | 2   | 97                  | 4                   | 19                  | 74                  |                            |                         | 146   |
| 1975  | 32          | 4           | 8           | 20          | 3                              | 1                              | 2                              | 2   | 72                  | 2                   | 10                  | 60                  | 43                         |                         | 152   |
| 1980  | 32          | 4           | 11          | 17          | 3                              | 0                              | 3                              | 2   | 67                  | 1                   | 13                  | 53                  | 36                         |                         | 140   |
| 1985  | 33          | 4           | 14          | 15          | 4                              | 0                              | 4                              | 2   | 56                  | 0                   | 15                  | 41                  | 45                         |                         | 140   |
| 1990  | 31          | 4           | 17          | 10          | 3                              | 0                              | 3                              | 2   | 49                  | 0                   | 14                  | 35                  | 41                         |                         | 126   |
| 1995  | 16          | 4           | 12          | 0           | 3                              | 0                              | 3                              | 2   | 35                  | 0                   | 12                  | 23                  | 18                         |                         | 74    |
| 2000  | 16          | 4           | 12          | 0           | 3                              | 0                              | 3                              | 3   | 32                  | 0                   | 11                  | 21                  | 21                         |                         | 75    |
| 2005  | 15          | 4           | 11          | 0           | 3                              | 0                              | 3                              | 2   | 28                  | 0                   | 9                   | 19                  | 16                         | 3                       | 67    |
| 2011  | 11          | 4           | 7           | 0           | 1                              | 0                              | 1                              | 3   | 20                  | 0                   | 6                   | 14                  | 21                         | 3                       | 59    |
| 2013  | 11          | 4           | 7           | 0           | 1                              | 0                              | 1                              | 3   | 19                  | 0                   | 6                   | 13                  | 15                         | 3                       | 52    |
| 2019  | 10          | 4           | 6           | 0           | 2                              | 2                              | 0                              | 2   | 19                  | 0                   | 6                   | 13                  | 13                         | 5                       | 51    |
| 2020  | 11          | 4           | 7           | 0           | 2                              | 2                              | 0                              | 2   | 19                  | 0                   | 6                   | 13                  | 13                         | 7                       | 54    |
| 2021  | 11          | 4           | 7           | 0           | 2                              | 2                              | 0                              | 2   | 19                  | 0                   | 6                   | 13                  | 13                         | 8                       | 55    |

## Format 2021

### Personnel
En 2004, 37 045 personnes servaient dans la Royal Navy. En 2021, la Royal Navy dispose d'environ 30 450 personnes. Les Royal Marines comptent par ailleurs 7 800 hommes.

### Navires de la Royal Navy

#### Sous-marins
- 4 sous-marins nucléaires lanceurs d'engins (SNLE) de la classe Vanguard ;
- 6 sous-marins nucléaires d'attaque (SNA) de la classe Astute (2025).

#### Bâtiments de combat
Les deux porte-avions de la classe Queen Elizabeth mettent en œuvre des F-35B STOVL, qui appontent verticalement et décollent horizontalement au moyen d'un tremplin situé à la proue.
- 2 porte-aéronefs de la classe Queen Elizabeth
- 6 destroyers de lutte anti-aérienne de type 45 classe Daring ;
- 8 frégates polyvalentes type 23 classe Duke en 2025[4];
- 8 patrouilleurs océaniques, dont :
  - 5 patrouilleurs de la classe Forth ;
  - 3 patrouilleurs de la classe Tyne ;
- 13 chasseurs de mines, dont :
  - 6 unités de la classe Hunt ;
  - 7 unités de la classe Sandown.

#### Bâtiments de soutien
- 1 navire polaire, le HMS Protector (A173) ;
- 1 navire océanographique, le HMS Scott (H131) ;
- 2 navires hydrographiques multirôles de la classe Echo, le HMS Echo (H87) et le HMS Enterprise (H88) ;
- 1 navire-école, le HMS Hindostan.

#### Vedettes côtières
- 16 vedettes rapides classe P2000 ;
- 2 vedettes rapides légères classe Scimitar.

### Navires de la Royal Fleet Auxiliary
- 1 navire-hôpital Argus ;
- 3 bâtiments amphibies (LSD) de la classe Bay ;
- 4 pétroliers-ravitailleurs de la classe Tide ;
- 2 pétroliers-ravitailleurs rapides de la classe Wave ;
- 1 pétrolier-ravitailleur polyvalent de la classe Fort Victoria ;
- 2 ravitailleurs de la classe Fort Rosalie.

### Unités des Royal Marines
- 10 engins de débarquement amphibies

## Hiérarchie des grades

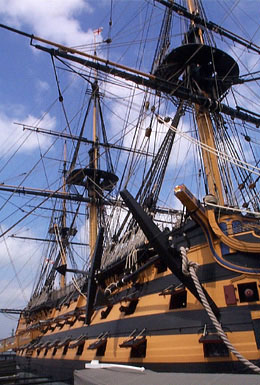
Le, le navire-amiral de Nelson à Trafalgar.

| Grade de la Royal Navy  | Abréviation | Traduction                              | Équivalent dans la Marine nationale française | Code OTAN       |
| ----------------------- | ----------- | --------------------------------------- | --------------------------------------------- | --------------- |
| Admiral of the fleet    |             | Amiral de la flotte                     | Amiral de France                              | OF-10           |
| Admiral                 | Adm         | Amiral                                  | Amiral                                        | OF-9            |
| Vice-admiral            | VAdm        | Vice-amiral                             | Vice-amiral d'escadre                         | OF-8            |
| Rear-admiral            | RAdm        | Amiral de l'arrière                     | Vice-amiral                                   | OF-7            |
| Commodore               | Cdre        | Commodore                               | Contre-amiral                                 | OF-6            |
| Captain                 | Capt        | Capitaine                               | Capitaine de vaisseau                         | OF-5            |
| Commander               | Cdr         | Commandant                              | Capitaine de frégate                          | OF-4            |
| Lieutenant commander    | Lt Cdr      | Lieutenant commandant                   | Capitaine de corvette                         | OF-3            |
| Lieutenant              | Lt          | Lieutenant                              | Lieutenant de vaisseau                        | OF-2            |
| Sub lieutenant          | SLt         | Sous-lieutenant                         | Enseigne de vaisseau de première classe       | OF-1            |
| Acting sub lieutenant   | Act-Sub-Lt  | Sous-lieutenant Intérimaire             | Enseigne de vaisseau de deuxième classe       | OF-1            |
| Midshipman              | Mid         | Homme du milieu du navire/ Garde-marine | Aspirant                                      | OF(D)           |
| Officer cadet           | OCdt        | Officier cadet                          | Élève officier                                | Student Officer |
| Warrant officer class 1 | WO1         | Officier auxiliaire de 1re classe       | Maître-principal                              | OR-9            |
| Warrant officer class 2 | WO2         | Officier auxiliaire de 2e classe        | Premier-maître                                | OR-8            |
| Chief petty officer     | CPO         | Sous-officier chef                      | Maître                                        | OR-6            |
| Petty officer           | PO          | Sous-officier                           | Second-maître                                 | OR-5            |
| Leading rate            |             | Classé principal                        | Quartier-maître                               | OR-3            |
| Able rate               |             | Classé capable                          | Matelot de 1re classe                         | OR-2            |
| New entrant             |             | Nouvel entrant                          | Matelot                                       | OR-1            |

## Navires célèbres de cette marine
- HMS Victory, vaisseau de ligne de la fin du XVIIIe siècle, vaisseau de l'amiral Nelson lors de la bataille de Trafalgar en 1805 ;
- HMS Bounty, ancien navire charbonnier de 215 tonneaux, célèbre pour sa mutinerie de 1789 ;
- Black Prince et Duke of Edinburgh de 1904 ;
- HMS Dreadnought, cuirassé révolutionnaire de 1906 ;
- HMS Inflexible, Invincible et Indomitable, croiseurs de bataille en 1908 ;
- HMS Queen Elizabeth (1913-1948) ;
- HMS Phaeton, transféré à la Royal Australian Navy et renommé Sydney ; il coule en 1941 lors de la Seconde Guerre mondiale avec tout son équipage de 645 hommes ;
- HMS Hood, coulé par le Bismarck en 1941 ;
- HMS Vanguard, dernier cuirassé britannique lancé en 1944.